# Campeonato Mundial de Ciclismo em Pista de 2009
O CVI Campeonato Mundial de Ciclismo em Pista celebrou-se em Pruszków (Polónia) entre 25 e 29 de março de 2009 baixo a organização da União Ciclista Internacional (UCI) e a Federação Polaca de Ciclismo.
As competições realizaram-se no velódromo Arena BGZ da cidade polaca. Foram disputadas 19 provas, 10 masculinas e 9 femininas.

## Países participantes
Participaram ao todo 280 ciclistas (190 homens + 90 mulheres) de 37 federações nacionais filiadas à UCI:
| África (CAC)          | América (COPACI) | Ásia (ACYC) | Europa (UEC) | Oceania (OCF)                         |
| --------------------- | --- | --- | --- | ------------------------------------- |
| África do Sul (1/-) · | Argentina (3/-) · Barbados (1/-) · Canadá (2/2) · Colômbia (7/5) · Cuba (-/5) · Estados Unidos (3/1) · Uruguai (-/1) | China (9/6) · Coreia do Sul (1/-) · Hong Kong (2/4) · Japão (5/-) · Cazaquistão (1/-) · Malásia (3/-) · Tailândia (-/3) · Taiwan (-/1) | Alemanha (14/7) · Áustria (3/-) · Bélgica (6/3) · Bielorrússia (3/4) · Dinamarca (6/-) · Eslováquia (1/-) · Espanha (14/4) · França (12/3) · Grécia (3/-) · Irlanda (1/-) · Itália (4/5) · Lituânia (-/5) · Países Baixos (10/5) · Polónia (13/5) · Reino Unido (11/8) · Chéquia (8/2) · Rússia (15/7) · Suíça (2/1) · Ucrânia (10/3) | Austrália (9/6) · Nova Zelândia (8/4) |

## Medalhistas

### Masculino
| Evento                          | Ouro | Prata                                                                              | Bronze                                                                              |
| ------------------------------- | --- | ---------------------------------------------------------------------------------- | ----------------------------------------------------------------------------------- |
| Velocidade individual (29.03)   | Grégory Baugé · França                                                                                                  | Azizulhasni Awang · Malásia                                                        | Kévin Sireau · França                                                               |
| Velocidade por equipas (25.03)  | França · Grégory Baugé · Mickaël Bourgain · Kévin Sireau · 43,510                                                       | Reino Unido · Matthew Crampton · Jason Kenny · Jamie Staff · 43,869                | Alemanha · René Enders · Robert Förstemann · Stefan Nimke · 43,912                  |
| Perseguição individual (26.03)  | Taylor Phinney · Estados Unidos · 4:17,631                                                                              | Jack Bobridge · Austrália · 4:20,091                                               | Dominique Cornu · Bélgica · 4:22,347                                                |
| Perseguição por equipas (27.03) | Dinamarca · Michael Færk Christensen · Casper Jørgensen · Jens-Erik Madsen · Alex Rasmussen · Michael Mørkøv · 3:58,246 | Austrália · Jack Bobridge · Rohan Dennis · Leigh Howard · Cameron Meyer · 3:58,863 | Nova Zelândia · Westley Gough · Peter Latham · Marc Ryan · Jesse Sergent · 4:00,248 |
| 1 km contrarrelógio (27.03)     | Stefan Nimke · Alemanha · 1:00,666                                                                                      | Taylor Phinney · Estados Unidos · 1:01,611                                         | Mohd Rizal Tisin · Malásia · 1:01,658                                               |
| Carreira por pontos (25.03)     | Cameron Meyer · Austrália · 24 pts.                                                                                     | Daniel Kreutzfeldt · Dinamarca · 22 pts.                                           | Chris Newton · Reino Unido · 21 pts.                                                |
| Scratch (26.03)                 | Morgan Kneisky · França                                                                                                 | Ángel Darío Colla · Argentina                                                      | Andreas Müller · Áustria                                                            |
| Keirin (26.03)                  | Maximilian Levy · Alemanha                                                                                              | François Pervis · França                                                           | Teun Mulder · Países Baixos                                                         |
| Madison (28.03)                 | Michael Mørkøv · Alex Rasmussen · Dinamarca · 22 (+1) pts.                                                              | Leigh Howard · Cameron Meyer · Austrália · 2 (+1) pts.                             | Martin Bláha · Jiří Hochmann · Chéquia · 0 (+1) pts.                                |
| Omnium (29.03)                  | Leigh Howard · Austrália · 19 pts.                                                                                      | Zachary Bell · Canadá · 21 pts.                                                    | Tim Veldt · Países Baixos · 24 pts.                                                 |

### Feminino
| Evento                          | Ouro                                                                               | Prata                                                                   | Bronze                                                                  |
| ------------------------------- | ---------------------------------------------------------------------------------- | ----------------------------------------------------------------------- | ----------------------------------------------------------------------- |
| Velocidade individual (28.03)   | Victoria Pendleton · Reino Unido                                                   | Willy Kanis · Países Baixos                                             | Simona Krupeckaitė · Lituânia                                           |
| Velocidade por equipas (26.03)  | Austrália · Kaarle McCulloch · Anna Meares · 33,149 'RM                            | Reino Unido · Victoria Pendleton · Shanaze Reade · 33,380               | Lituânia · Gintarė Gaivenytė · Simona Krupeckaitė · 33,495              |
| Perseguição individual (25.03)  | Alison Shanks · Nova Zelândia · 3:29,807                                           | Wendy Houvenaghel · Reino Unido · 3:32,174                              | Vilija Sereikaitė · Lituânia · 3:33,583                                 |
| Perseguição por equipas (26.03) | Reino Unido · Elizabeth Armitstead · Wendy Houvenaghel · Joanna Rowsell · 3:22,720 | Nova Zelândia · Lauren Ellis · Jaime Nielsen · Alison Shanks · 3:23,993 | Austrália · Ashlee Ankudinoff · Sarah Kent · Josephine Tomic · 3:24,972 |
| 500 m contrarrelógio (25.03)    | Simona Krupeckaitė · Lituânia · 33,296 'RM                                         | Anna Meares · Austrália · 33,796                                        | Victoria Pendleton · Reino Unido · 34,102                               |
| Carreira por pontos (29.03)     | Giorgia Bronzini · Itália · 18 pts.                                                | Yumari González Valdivieso · Cuba · 15 pts.                             | Elizabeth Armitstead · Reino Unido · 13 pts.                            |
| Scratch (27.03)                 | Yumari González Valdivieso · Cuba                                                  | Elizabeth Armitstead · Reino Unido                                      | Belinda Goss · Austrália                                                |
| Keirin (29.03)                  | Guo Shuang · China                                                                 | Clara Sanchez · França                                                  | Willy Kanis · Países Baixos                                             |
| Omnium (28.03)                  | Josephine Tomic · Austrália · 26 pts.                                              | Tara Whitten · Canadá · 27 pts.                                         | Yvonne Hijgenaar · Países Baixos · 27 pts.                              |

## Medalheiro
| Ordem | País           | Medalha de ouro | Medalha de prata | Medalha de bronze | Total |
| ----- | -------------- | --------------- | ---------------- | ----------------- | ----- |
| 1     | Austrália      | 4               | 4                | 2                 | 10    |
| 2     | França         | 3               | 2                | 1                 | 6     |
| 3     | Reino Unido    | 2               | 4                | 3                 | 9     |
| 4     | Dinamarca      | 2               | 1                | 0                 | 3     |
| 5     | Alemanha       | 2               | 0                | 1                 | 3     |
| 6     | Nova Zelândia  | 1               | 1                | 1                 | 3     |
| 7     | Cuba           | 1               | 1                | 0                 | 2     |
| 7     | Estados Unidos | 1               | 1                | 0                 | 2     |
| 9     | Lituânia       | 1               | 0                | 3                 | 4     |
| 10    | China          | 1               | 0                | 0                 | 1     |
| 10    | Itália         | 1               | 0                | 0                 | 1     |
| 12    | Canadá         | 0               | 2                | 2                 | 2     |
| 13    | Países Baixos  | 0               | 1                | 4                 | 5     |
| 14    | Malásia        | 0               | 1                | 1                 | 2     |
| 15    | Argentina      | 0               | 1                | 0                 | 1     |
| 16    | Áustria        | 0               | 0                | 1                 | 1     |
| 16    | Bélgica        | 0               | 0                | 1                 | 1     |
| 16    | Chéquia        | 0               | 0                | 1                 | 1     |
|       | TOTAL          | 19              | 19               | 19                | 57    |